# Suðureyri

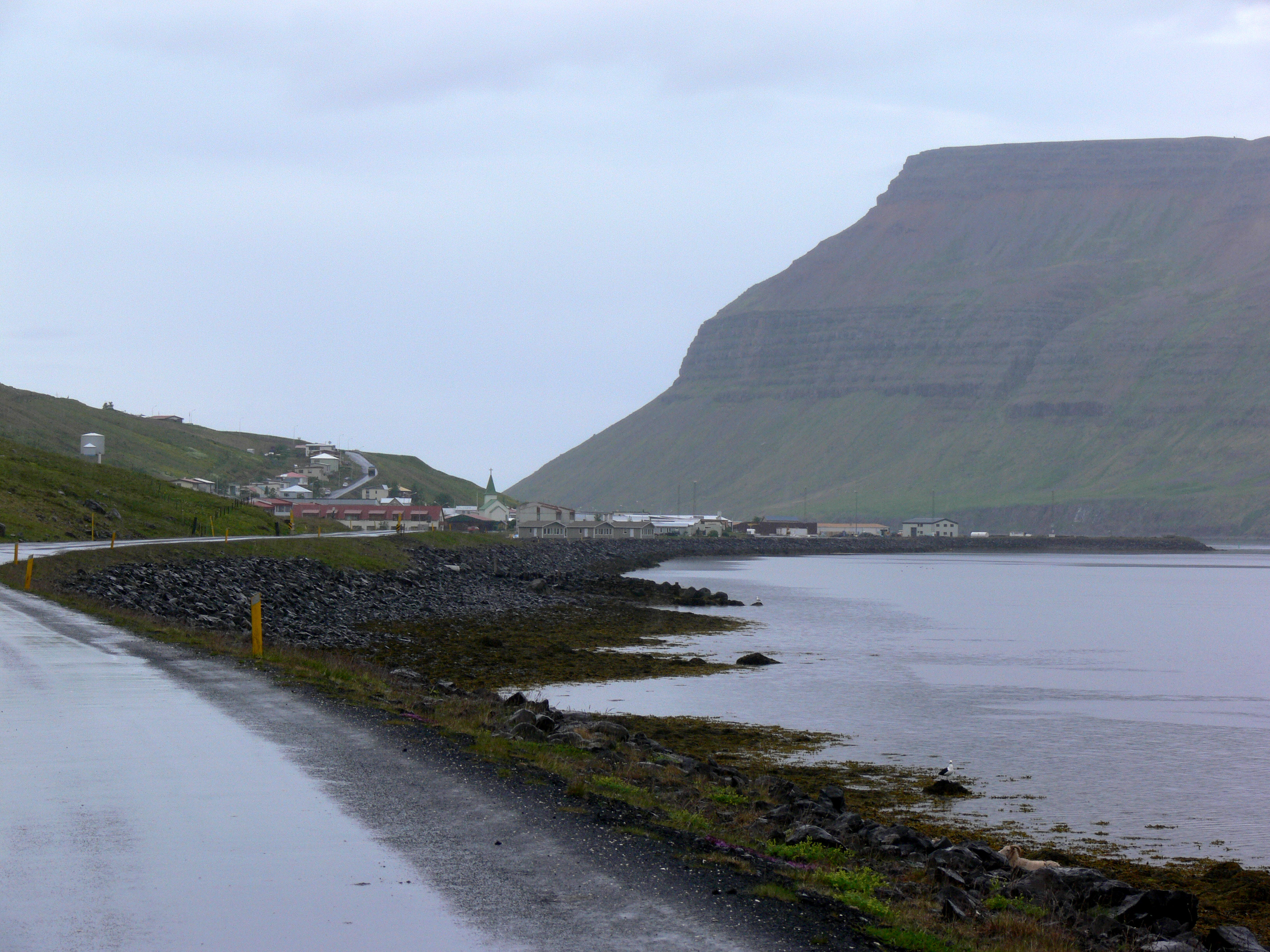
Suðureyri mit dem Berg Góltur im Hintergrund

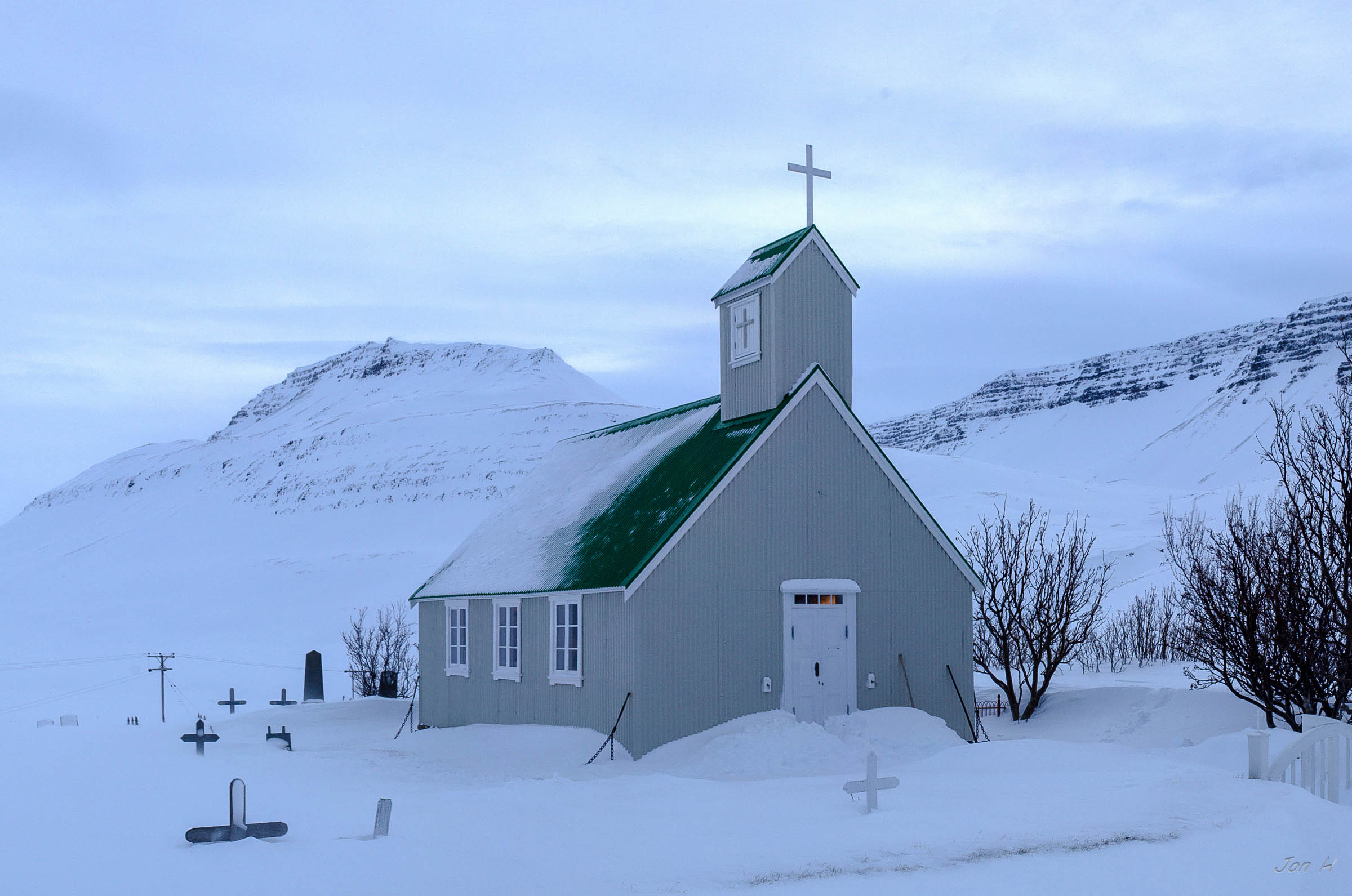
Staðarkirkja

Suðureyri ist ein kleiner Fischerort in den Westfjorden von Island. Er liegt in der Gemeinde Ísafjarðarbær und hat 299 Einwohner. (Stand 1. Januar 2023)

## Geografie
Suðureyri liegt an der Südküste des Súgandafjörður.
In der Nähe gibt es eine heiße Quelle, deren Wasser zum Heizen benutzt wird.
Das Dorf liegt unterhalb der Berge Breðafjall (381 m) und Spillir (268 m).
Am gegenüberliegen Fjordufer ragt der Háihnúkur bis auf eine Höhe von 506 m.

## Geschichte
Die ersten dauerhaften Häuser in Suðureyri gehen auf die Zeit um 1900 zurück. Wirtschaftlich bedeutend war in der Folgezeit vor allem der Fischfang.
1996 wurde die bis dahin eigenständige Gemeinde Suðureyri mit fünf weiteren Gemeinden zu Ísafjarðarbær vereint.

## Verkehr
In Suðureyri endet der Súgandafjarðarvegur , der seit 1996 durch die Vestfjarðagöng führt.
Davor musste die über 500 m hohe Botnsheiði überquert werden, was im besonders Winter nicht immer möglich war.
Die Entfernung nach Ísafjörður beträgt 23 Straßenkilometer und nach Reykjavík 500 Kilometer.
Von und nach Ísafjörður besteht eine Linienbusverbindung.
Am Eingang des Fjordes wurde 1975 Flugplatz angelegt, der inzwischen geschlossen ist.

## Gebäude
1937 wurde die Kirche Suðureyrarkirkja erbaut. Hier wirkte zeitweise Auður Eir Vilhjálmsdóttir, die erste Pastorin Islands. Das Altargemälde der Kirche, die 150 Sitzplätze hat, ist von dem isländischen Maler Brynjólf Þórðarson.
Auf dem 2 km entfernten Hof Staður im Tal Staðardalur steht die 1886 erbaute Staðarkirkja. Sie wurde 1990 renoviert und birgt verschiedene Kunstwerke, unter anderem eine Kanzel und ein Altargemälde aus dem 18. Jahrhundert, eine Glocke von 1602 und ein Taufbecken aus Messing mit der Jahreszahl 1487.

## Infrastruktur
Suðureyri verfügt über Kindergarten, Grundschule, Schwimmbad, Hotel und Restaurant.

## Drehort
Große Teile der isländischen Fernsehserie Blackport (Verbúðin), die 2021 produziert wurde und 2023 auf dem deutsch-französischen Sender Arte ausgestrahlt wurde, sind in Suðureyri gedreht worden.